# Le Fleuve de sang
Pour plus de détails, voir Fiche technique et Distribution.
Le Fleuve de sang (titre original : Las aguas bajan turbias) est un film argentin réalisé par Hugo del Carril et sorti en 1952.

## Synopsis
Vers la fin du XIXe siècle s'établissent dans des contrées sauvages du Paraguay et du Nord-Est de l'Argentine des plantations d'herbe à maté gérées par des propriétaires implacables. Confrontés à la misère et au chômage, les frères Peralta se rendent dans cette région afin d'être embauchés comme ouvriers agricoles saisonniers. Ils découvrent alors un univers inhumain dans lequel les travailleurs sont brutalement exploités, maltraités voire assassinés lorsqu'ils tentent d'y échapper. Les Peralta résistent à cet état de semi-esclavage, défendant leurs femmes, victimes d'abus sexuels, et organisant la lutte des travailleurs pour la défense de leurs droits.

## Fiche technique
- Titre du film : Le Fleuve de sang
- Titre original : Las aguas bajan turbias (traduction en espagnol : Les eaux coulent troubles)
- Réalisation : Hugo del Carril
- Scénario : Eduardo Borrás, d'après le roman El río oscuro d'Alfredo Varela (non crédité au générique)
- Photographie : José María Beltran, Noir et blanc, 1,37 : 1
- Musique : Tito Ribero
- Production : Lina C. de Machinandiarena, H. del Carril, Guillermo Zuñiga
- Pays de production :  Argentine
- Langue originale : Espagnol
- Durée : 85 minutes en France
- Dates de sortie : 
  - Argentine : 9 octobre 1952
  - France : 12 mars 1954

## Distribution
- Hugo del Carril : Santos Peralta
- Adriana Benetti : Amelia
- Raúl del Valle : Aguilera
- Gloria Ferrandiz : Doña Flora
- Pedro Laxalt : Rufino Peralta
- Eloy Álvarez : Alí
- Herminia Franco : Flor de Lis

## Récompenses
- Festival de Venise : Diplôme d'honneur 1952
- Quatre Cóndor de Plata dont celui du meilleur film argentin en 1952

## Autour du film
- Acteur et célèbre chanteur de tangos, Hugo del Carril aborde la réalisation à la fin des années 1940. Le Fleuve de sang demeure son film le plus connu. Il traite du drame des mensúes (travailleurs agricoles saisonniers) dans la province de Misiones. Ce sujet fut aussi traité par son compatriote Mario Soffici dans Prisioneros de la tierra (1939). Inspiré du roman d'Alfredo Varela, Le Fleuve de sang « est une œuvre représentative du style de cinéma politico-social de son réalisateur »[1]. Conçu à l'époque où Juan Domingo Perón était au pouvoir, le film dut affronter une difficulté : la proscription de l'auteur du livre original El río oscuro, emprisonné au moment du tournage en raison de ses opinions communistes et dont le nom ne figure pas au générique.